# Conseil antifasciste de libération nationale de Yougoslavie

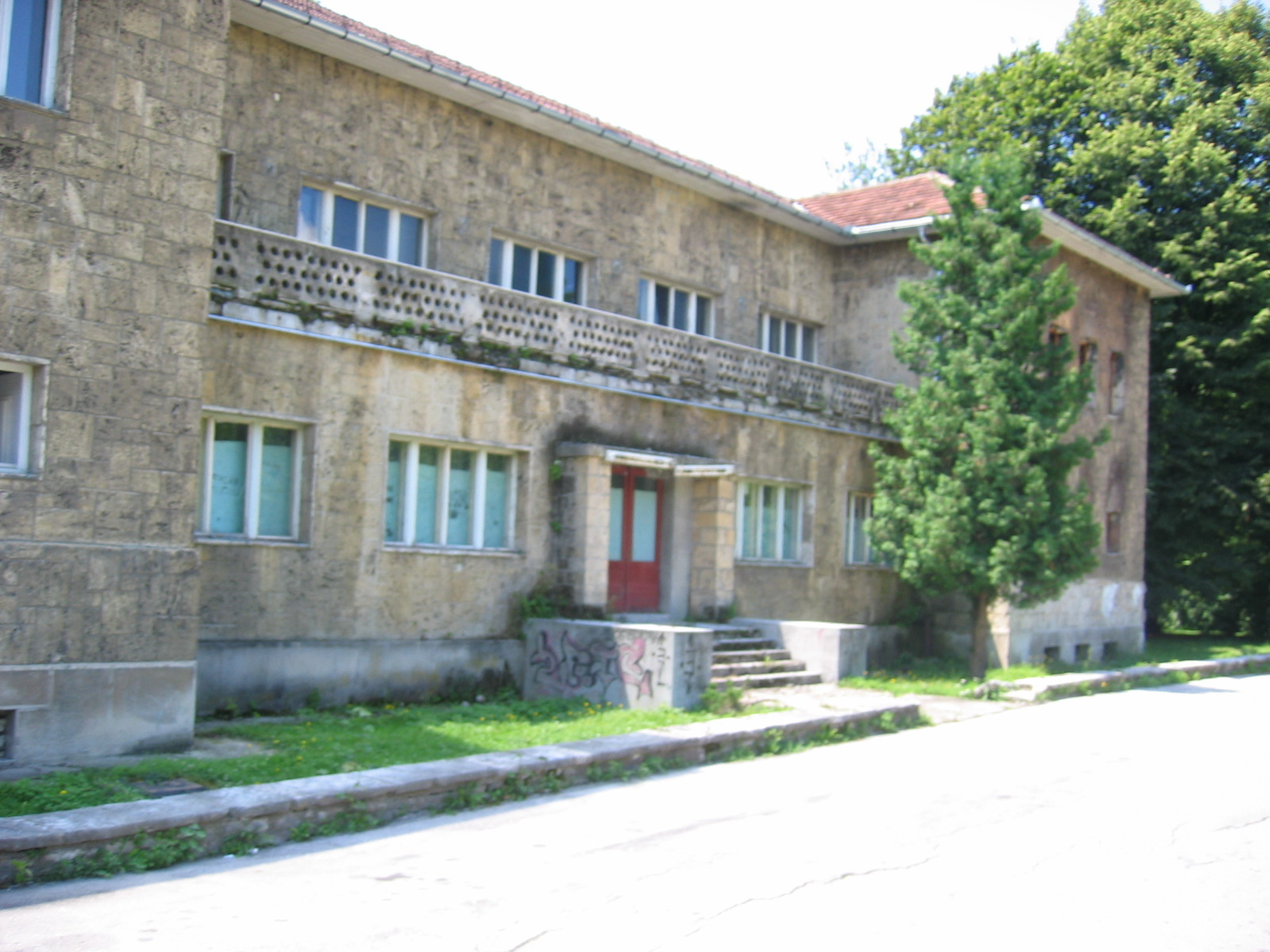
Bâtiment dans lequel l'AVNOJ s'est réuni la première fois, à Bihać.

Le Conseil antifasciste de libération nationale de Yougoslavie, plus connu sous son sigle yougoslave AVNOJ, (du serbo-croate : Antifašističko Vijeće Narodnog Oslobođenja Jugoslavije, AVNOJ) est l'organisation qui regroupait tous les conseils nationaux de libération de la Résistance yougoslave combattant l'Occupation durant la Seconde Guerre mondiale et qui est finalement devenu l'organe provisoire de délibération pendant la guerre. Créé le 26 novembre 1942, dans la « République de Bihać », pour administrer les territoires sous le contrôle des Partisans yougoslaves, ce conseil est resté sous l'influence politique de ces derniers. Le 29 novembre 1943, l'AVNOJ proclame un gouvernement provisoire, le Comité national de libération de la Yougoslavie, qui se proclame gouvernement légitime du pays. L'assemblée annonce en outre son intention de reconstruire la Yougoslavie avec un nouveau régime politique sur des bases « démocratiques » et « fédérales ». La monarchie yougoslave n'est pas officiellement abolie, mais « suspendue ». 
Après la victoire des forces de Tito sur le sol yougoslave, l'AVNOJ devient en août 1945 l'Assemblée populaire provisoire (Privremena Narodna Skupstina), qui fait office d'assemblée constituante. Cette assemblée s'autodissout après l'abolition officielle de la monarchie et l'adoption de la constitution de la République fédérative populaire de Yougoslavie, pour laisser la place au parlement fédéral du régime communiste.

## Sources
- (en) Cet article est partiellement ou en totalité issu de l’article de Wikipédia en anglais intitulé « AVNOJ » (voir la liste des auteurs).